# Juan Manuel Olague
Juan Manuel Olague Flores (Guadalajara, Jalisco; 20 de julio de 1950) es un exfutbolista mexicano, jugaba en la posición de delantero y sus clubes fueron el Guadalajara, Monterrey, Atlas, Tigres de la UANL y Unión de Curtidores en la Primera División de México. Poseedor de un potente disparo en su pierna derecha, nunca fue valorizado en forma adecuada, sobre todo con las Chivas, como lo comprueba su temprana salida hacia la Pandilla del Monterrey a los 21 años.
Es tío del también exfutbolista Mario Méndez Olague, canterano del Atlas FC y ex seleccionado nacional por México. 

## Carrera como jugador
Olague surgió de las fuerzas básicas del Club Deportivo Guadalajara, en 1965 inició en el equipo de la categoría infantil y para 1967 pasó a la juvenil., permaneciendo en divisiones inferiores hasta 1969 cuando recibe la oportunidad de integrarse al primer equipo.
Con este equipo logró obtener los títulos de liga, copa y campeón de campeones en la temporada 1969-70. Durante el torneo México 1970 se destacó como el máximo goleador del equipo, logrando 9 tantos y obteniendo el subcampeonato de liga.
Para la temporada 1971-72 pasa al Club de Fútbol Monterrey. Después llega al Atlas para la temporada 1972-73, regresando al Guadalajara por un corto tiempo en 1973, y para 1974 pasa a Tigres de la UANL. Es en este período cuando decide dejar la delantera y ubicarse como medio volante.
En 1976 tuvo un paso por el fútbol estadounidense con el Philadelphia Atoms, y para la temporada 1976-77  es traspasado al Unión de Curtidores donde permaneció hasta la temporada 1977-78, poniendo fin a su carrera como futbolista al terminar la temporada, a los 28 años y en plenitud de facultades físicas.

## Carrera como entrenador
Después de su retiro de las canchas, decide dedicarse a entrenar equipos de fútbol, empezando a trabajar con los equipos de reservas del Unión de Curtidores en 1982 hasta llegar al primer equipo en 1984. Con el primer equipo descendió a la Segunda División dirigiendo 20 partidos de enero a mayo de 1984, con un récord de 5 ganados, 4 empates y 11 derrotas. El 20 de abril de 1984 el equipo aseguró el último lugar del campeonato al caer 2-1 frente al Monterrey.
En 1985 dirigió al Ocotlán de la Tercera División. También fue entrenador de Mineros de Zacatecas en la Segunda División "A" en el año de 1986, equipo donde los buenos resultados tampoco lo acompañaron.
En 1996 se integra al equipo de fuerzas básicas del Club Deportivo Guadalajara dirigiendo al equipo de Tercera División